# 3 Андромеды
3 Андромеды (лат. 3 Andromedae, HD 218031) — одиночная звезда в созвездии Андромеды на расстоянии приблизительно 182 световых лет (около 56 парсеков) от Солнца. Видимая звёздная величина звезды — +4,64m. Возраст звезды определён как около 2,27 млрд лет.

## Характеристики
3 Андромеды — оранжевый гигант спектрального класса K0IIIb. Масса — около 1,71 солнечной, радиус — около 10 солнечных, светимость — около 49 солнечных. Эффективная температура — около 4668 K.